# 奄美信用組合
奄美信用組合（あまみしんようくみあい）は、鹿児島県奄美市に本店を置く日本最南の信用組合。

## 沿革
- 1956年5月 - 瀬戸内信用組合として設立。
- 1962年6月 - 奄美信用組合と改称。
- 1970年6月 - 喜界信用組合と合併する。